# Isabelle Moreau
Isabelle Anna Louise Moreau, född 21 juli 1968 i Solna, är en svensk skådespelare och regissör.

## Biografi
Moreau är utbildad på Teaterhögskolan i Malmö 1993–1996. Efter examen ingick hon under 20 år i Örebro länsteaters ensemble där hon medverkade i ett stort antal produktioner, bland annat i Shakespeares Romeo och Julia och Lasse-Maja Musikalen. Hon har även verkat på Riksteatern och Uppsala Stadsteater.
Isabelle Moreau regidebuterade 2006 med Anders Duus pjäs Måndag är fiskbulledag och har sedan dess regisserat ett stort antal föreställningar, som till exempel Pojke med resväska, Lejonets unge och Tummelisa vid  Örebro länsteater, Fly me to the moon vid Scenkonst Sörmland, Pelle Svanslös – musikalen på Teater Västernorrland och Sagan om Karl-Bertil Jonssons julafton på Norrbottensteatern. Den föreställning hon regisserade om fotbollsspelaren Martin Bengtsson, I skuggan av San Siro, sändes också i Sveriges Television. Moreau har även gästat många av landets konserthus med familjeföreställningen När jorden sjunger som sändes i Sveriges Radio P2. Hon debuterade som skådespelare i film- och tv-sammanhang 2007 i TV4-serien Labyrint (i rollen som Filippa Bolinder) och är även en flitigt anlitad röstskådespelare. Hon har bland annat gjort rösten som Fröken Flint i Monsters, Inc. och Chloe Simon i 102 dalmatiner. Moreau har också läst in flera ljudböcker.

## Teater

### Roller (ej komplett)
| År   | Roll                      | Produktion                                        | Regi                    | Teater            |
| ---- | ------------------------- | ------------------------------------------------- | ----------------------- | ----------------- |
| 2010 |                           | Enron Lucy Prebble                                | Dritëro Kasapi          | Örebro länsteater |
| 2011 | Venticello Teresa Salieri | Amadeus Peter Schaffer                            | Alexander Öberg         | Örebro länsteater |
| 2012 | Renate                    | Syrror Camilla Blomqvist                          | Tereza Andersson        | Örebro länsteater |
| 2014 |                           | Lasse-Maja Erik Norberg och Alexander Öberg       | Alexander Öberg         | Örebro länsteater |
| 2015 |                           | Drottningens juvelsmycke Carl Jonas Love Almqvist | Sally Palmqvist Procopé | Örebro länsteater |

### Regi (ej komplett)
| År   | Produktion            | Upphovsmän       | Teater            |
| ---- | --------------------- | ---------------- | ----------------- |
| 2009 | I skuggan av San Siro | Martin Bengtsson | Örebro länsteater |
| 2013 | Flyktbilen            | Anders Duus      | Örebro länsteater |